# Palm Beach (Aruba)
Palm Beach – miejscowość (plaats) w strefie Palm Beach/Malmok, w regionie Noord/Tanki Leendert w północno-zachodniej części kraju autonomicznego Aruba, należącego do Holandii, w Ameryce Południowej. Według danych z 1 stycznia 2020 r. liczy 5637 mieszkańców. Leży nad Morzem Karaibskim, ok. 6 km na północ od stolicy wyspy Oranjestad.
Jest tutaj trzykilometrowa plaża, wiele hoteli, willi oraz centrów zakupowych. Jest jedyna miejscowością na wyspie z 14-piętrowymi budynkami.